# Эз-Забадани
Эз-Забада́ни (араб. الزبداني‎) — город на юго-западе Сирии, расположенный на территории мухафазы Дамаск. Административный центр одноимённого района. Популярный летний курорт.

## География
Город находится в западной части мухафазы, в гористой местности Антиливана, в долине реки Барада, вблизи границы с Ливаном, на расстоянии приблизительно 25 километров к северо-западу от Дамаска, административного центра провинции и столицы страны. Абсолютная высота — 1129 метров над уровнем моря.

## Демография
По данным переписи 2004 года численность населения города составляла 26 285 человек.
Динамика численности населения города по годам:
| 1981   | 2004   |
| ------ | ------ |
| 16 464 | 26 285 |

## Гражданская война в Сирии
В 2012 и в 2013 годах, в ходе Гражданской войны в Сирии, город стал ареной ожесточённых боёв между повстанцами с одной стороны и правительственными войсками — с другой.

В 2015 году, с 11 июля город оказался окружён Сирийской армией и бойцами Хезболлы, по сообщениям местных СМИ в городе оказались заблокированы около 1,5 тысячи боевиков группировки «Джабхат ан-Нусра». Бои ведутся внутри жилых кварталов, но осложняются из-за плотной постройки в западной части города.